# Mercedes de Acosta
Mercedes de Acosta (ur. 1 marca 1893 roku w Nowym Jorku, zm. 9 maja 1968 roku tamże) – amerykańska powieściopisarka i dramaturżka pochodzenia hiszpańsko-kubańskiego. Napisała kilkanaście sztuk teatralnych, jedną powieść oraz trzy tomiki poezji. Znana jest jednak głównie ze względu na lesbijskie związki ze sławnymi kobietami, przede wszystkim hollywoodzkimi aktorkami Gretą Garbo i Marleną Dietrich. Była także obrończynią praw kobiet i identyfikowała się z sufrażyzmem.

## Twórczość pisarska
W latach 1919−1922 de Acosta wydała trzy tomiki poezji, a na początku lat 20. ukazała się też jej jedyna powieść, Wind Chaff. Napisała kilkanaście sztuk teatralnych, z czego wystawionych zostało tylko cztery. Jedną z bardziej popularnych była Jacob Slovak, poruszająca problem antysemityzmu, wystawiona na Broadwayu w 1927 roku. W 1960 roku de Acosta opublikowała swoją autobiografię Here Lies the Heart, w której ujawniła wiele faktów na temat swojego życia prywatnego oraz intymnych relacji z kobietami. Część byłych partnerek odwróciła się od Mercedes wskutek publikacji książki, a wydawnictwo spotkało się z mieszanym odbiorem.
W 2003 roku pisarz Robert A. Schanke skompilował książkę Women in Turmoil: Six Plays by Mercedes de Acosta będącą zbiorem sześciu sztuk teatralnych de Acosty. W roku 2016 hiszpańskojęzyczne tłumaczenia jej wierszy ukazały się w antologii Imposeída (46 poemas).

## Życie prywatne
Urodziła się w zamożnej rodzinie. Jej rodzicami byli Kubańczyk Ricardo de Acosta i Hiszpanka Micaela Hernández de Alba y de Alba. Mercedes miała siedmioro rodzeństwa (jedną z sióstr była słynna bywalczyni salonów Rita Lydig) i była najmłodsza ze wszystkich dzieci.
Pod koniec życia podupadła na zdrowiu i znalazła się w złej sytuacji finansowej.

### Związki
Była lesbijką i nie ukrywała swojej orientacji seksualnej, co było rzadkie i szokujące w tamtych czasach. W 1916 rozpoczęła romans z rosyjską aktorką Allą Nazimovą, a następnie z tancerką Isadorą Duncan. Była także w pięcioletnim związku z aktorką Evą Le Gallienne. Utrzymywała też intymne kontakty ze sławnymi kobietami, takimi jak: aktorki Greta Garbo, Marlena Dietrich, Ona Munson, Tallulah Bankhead, Katharine Cornell oraz tancerki Tamara Karsawina i Adele Astaire.
Szczególna więź łączyła de Acostę z Garbo. Kobiety prowadziły znajomość typu „związek, nie związek”, w którym Garbo zawsze sprawowała większą kontrolę. Na ich relację negatywnie wpływało obsesyjne zachowanie de Acosty oraz problemy nerwicowe Garbo. Ostatecznie jednak ich bliska przyjaźń trwała niemal trzydzieści lat − w tym czasie Garbo napisała do Mercedes 181 listów i telegramów.
W 1920 poślubiła malarza Abrama Poole'a, z którym rozwiodła się w 1935. W rzeczywistości oboje żyli jednak osobno i byli dla siebie jedynie przyjaciółmi.

### Wierzenia religijne
We wczesnych latach 30. zaczęła interesować się religiami Wschodu i poznała indyjskiego mistyka Meher Babę. Następnie zaczęła studiować filozofię hinduistycznego guru Ramany Maharshiego, który przybliżył jej techniki jogi i medytacji. Choć była wychowana w katolickiej rodzinie, utrzymywała, że najbliższą jej religią jest buddyzm. Została też wegetarianką i z szacunku do zwierząt przestała nosić futra.

### Poglądy polityczne
Jako osoba liberalna popierała Drugą Republikę Hiszpańską podczas hiszpańskiej wojny domowej.